# Редактор HTML

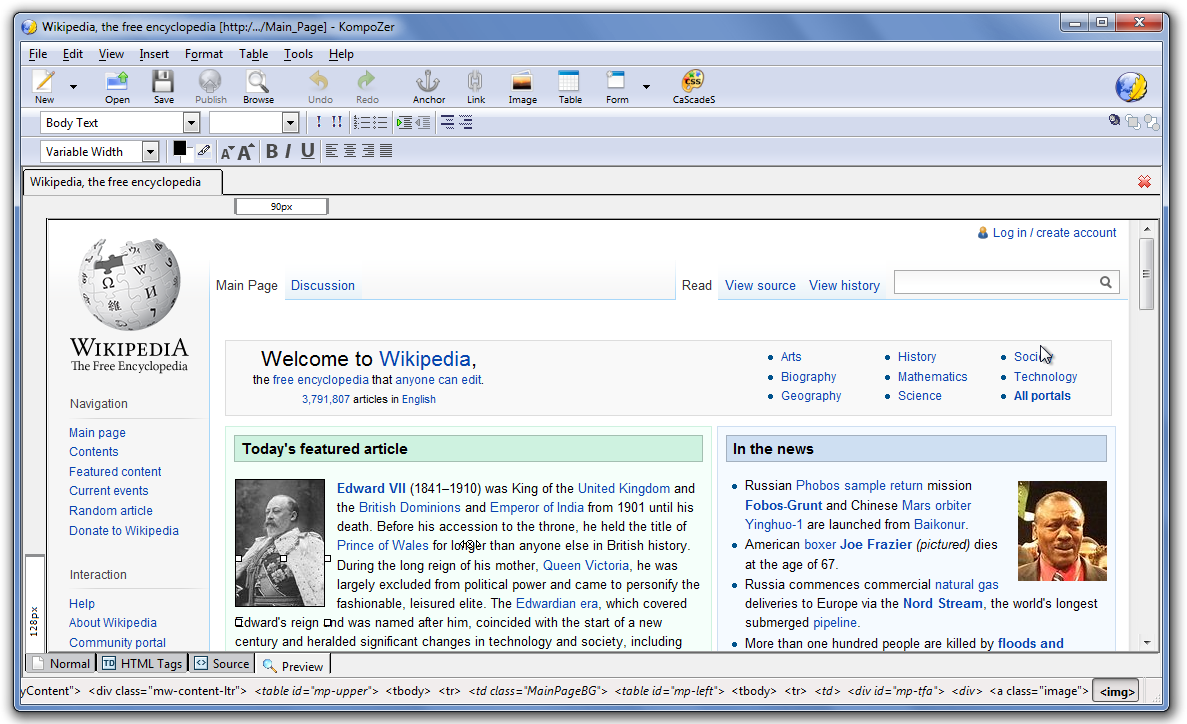
HTML редактор «Kompozer»

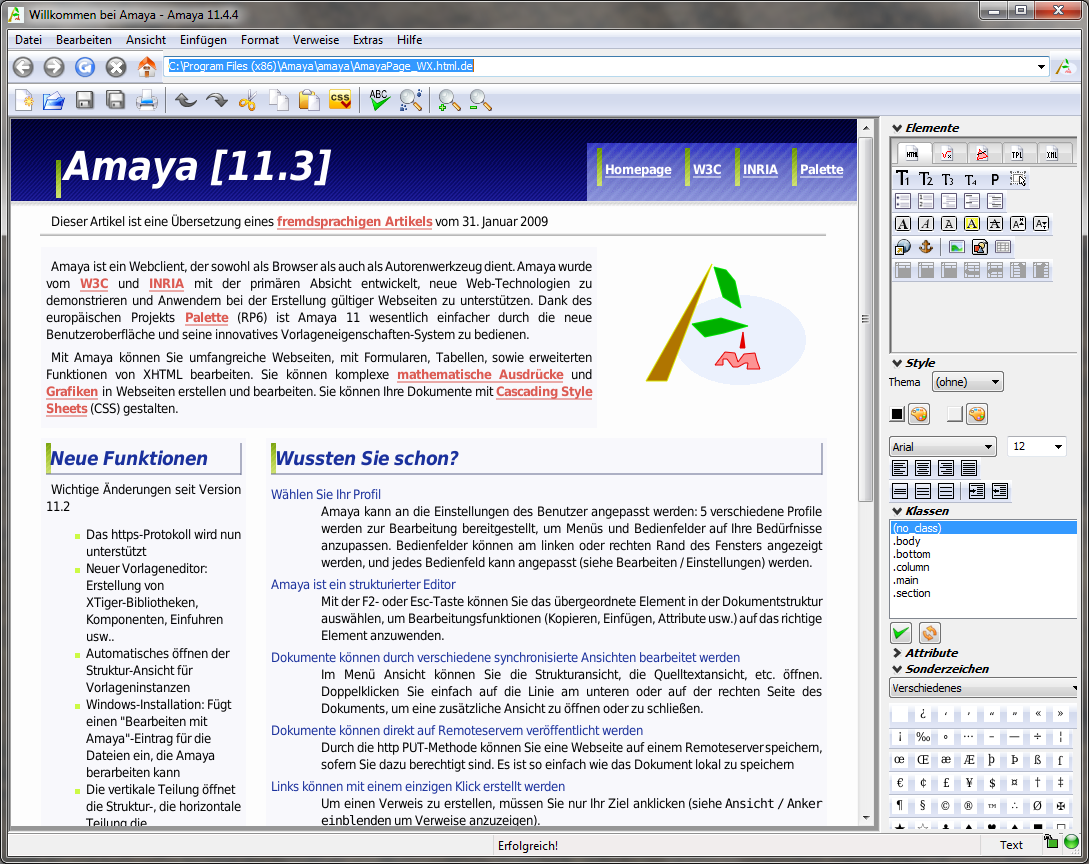
HTML редактор «Amaya»

Реда́ктор HTML, или HTML-реда́ктор — редактор исходного кода веб-страниц, поддерживающий язык разметки HTML. Обычно делятся на редакторы исходного кода и WYSIWYG-редакторы, которые тоже могут иметь возможность редактирования исходного кода.
Редакторы HTML являются специализированным программным обеспечением, а значит, предоставляют ряд удобств для написания HTML-разметки. Например, подстановку или целые шаблоны страниц, подсветку синтаксиса. WYSIWYG-ответвления могут работать как конструктор сайтов. Каждый редактор эксклюзивен и имеет ряд своих особенностей, достоинств и недостатков.

## Преимущества
Для верстальщика текстовый редактор (HTML-редактор) — это основной рабочий инструмент. Для современных редакторов важны инструменты ускорения и автоматизации написания кода, ведь от редактора кода зависит продуктивность. Такими средствами становятся плагины вроде emmet; несколько кареток в Sublime Text; и автодополнение кода, подсветка синтаксиса.
Для использования WYSIWYG-редактора нет необходимости знать HTML. Без знаний можно полноценно пользоваться разметкой: размечать абзацы, заголовки, картинки или таблицы, при этом сразу глядя на то, что будет в итоге.
Однако, они непопулярны у профессионалов, так как каждый визуальный редактор, генерирующий код, создаёт его неоптимально больше, чем профессионал. К тому же такой редактор может работать только с разметкой, когда профессиональный верстальщик может пользоваться нестандартными тегами или вставлять javascript-код в разметку.

## Сравнение визуального редактора и редактора исходного кода
В прессе часто поднимается вопрос о сравнении двух подходов: визуального редактора и редактора исходного кода.
Редактор исходного кода позволяет поддерживать чистоту исходного кода. Сама создаваемая разметка гибче и точнее визуальной. Разметка позволяет достигнуть разнообразия визуальной составляющей, избегая однотипности «готовых» шаблонов.

## Сравнение редакторов исходного кода
Редакторы исходных кодов, как и любое программное обеспечение, различаются стоимостью, частотой обновлений, используемой лицензией, поддержкой операционных систем. Однако, есть и специальные характеристики, которых нет у другого программного обеспечения: поддержка вспомогательных протоколов (FTP, SFTP, GIT, SSH), проверка правописания, предпросмотр страницы, поддержка технологий (XSLT, RSS, xPath, MathML, JavaScript), а также поддержка разных спецификаций HTML (3.2, 4, XHTML, HTML5) и их валидация, поддержка графических форматов.
Какие бы программные инструменты ни использовались для проектирования, создания и обслуживания веб-страниц, качество лежащего в их основе HTML зависит от навыков человека, работающего над страницей. Некоторое знание HTML, CSS и других языков сценариев, а также знакомство с текущими рекомендациями W3C в этих областях помогут любому дизайнеру создавать более качественные веб-страницы с HTML-редактором WYSIWYG или без него.